# Liste der Gerichte in den Abruzzen
Die Liste der Gerichte in den Abruzzen dient der Aufnahme der staatlichen italienischen Gerichte der ordentlichen und besonderen Gerichtsbarkeit in der Region Abruzzen. Bis auf Weiteres sind nur Gerichtsorte angegeben.

## Ordentliche Gerichtsbarkeit
| Oberlandesgericht | Nachgeordnete (Landes-)Gerichte     | Friedensgerichte                                  |
| ----------------- | ----------------------------------- | ------------------------------------------------- |
| L’Aquila          | Avezzano                            | Avezzano, Pescina                                 |
| L’Aquila          | Chieti                              | Casalbordino, Chieti, Gissi                       |
| L’Aquila          | Lanciano                            | Lanciano                                          |
| L’Aquila          | L’Aquila                            | L’Aquila                                          |
| L’Aquila          | Pescara                             | Penne, Pescara                                    |
| L’Aquila          | Sulmona                             | Sulmona                                           |
| L’Aquila          | Teramo                              | Atri, Teramo                                      |
| L’Aquila          | Vasto                               | Vasto                                             |
| L’Aquila          | Jugendgericht L’Aquila              |                                                   |
| L’Aquila          | Strafvollstreckungsgericht L’Aquila | (Strafvollstreckungsstellen L’Aquila und Pescara) |

Die 2012 beschlossene Auflösung der Landesgerichte Avezzano, Lanciano, Sulmona und Vasto wurde wegen des Erdbebens von L’Aquila 2009 verschoben.
Bei den Landesgerichten werden Schwurgerichte eingerichtet, beim Oberlandesgericht (Corte d’appello) ein Schwurgericht zweiter Instanz. Beim Oberlandesgericht gibt es eine Generalstaatsanwaltschaft, bei den Landesgerichten und Jugendgerichten Staatsanwaltschaften.
Beim Oberlandesgericht L’Aquila und beim Landesgericht L’Aquila bestehen Kammern für Unternehmens-, Urheberrechts- oder Handelssachen.

## Besondere Gerichte
- Regionaler Verwaltungsgerichtshof (TAR) in L’Aquila mit Außenstelle in Pescara.
- Regionale Steuerkommission (Finanzgericht) in L’Aquila mit Außenstelle in Pescara.
  - Vier nachgeordnete Provinz-Steuerkommissionen in Chieti, L’Aquila, Pescara und Teramo.
- Das Gericht für öffentliche Gewässer in Rom ist auch für die Region Abruzzen zuständig.
- Außenstelle des Nationalen Rechnungshofes in L’Aquila (hat den Status eines Gerichts).
- Das Militärgericht in Rom ist auch für die Region Abruzzen zuständig.
- Aufgaben der Verfassungsgerichtsbarkeit übernimmt das Verfassungsgericht in Rom.